# Lee Seung-won (Fußballspieler, 1997)
Lee Seung-won (kor. 이승원; * 20. April 1997 in Seoul) ist ein südkoreanischer Fußballspieler.

## Karriere
Lee Seung-won erlernte das Fußballspielen in der SON Football Academy in der südkoreanischen Provinz Gangwon-do. 2013 ging er nach Europa. Hier schloss er sich in Österreich der Kapfenberger SV an. Über die Reserve des SVA Kindberg, dem damaligen Partnerverein Kapfenbergs, kam er zur Saison 2014/15 zu den Amateuren der Kapfenberger. Mit der zweiten Mannschaft spielte er 22-mal in der Landesliga Steiermark.
Im Juli 2015 ging er nach Deutschland, wo er sich im Hamburger Stadtteil St. Pauli dem FC St. Pauli anschloss. Mit der U19-Mannschaft des St. Pauli spielte er 21-Mal in der A-Junioren-Bundesliga Nord/Nordost. Im Juli 2016 wechselte er in die zweite Mannschaft des FC St. Pauli. Mit der zweiten Mannschaft spielte er 100-mal in der Regionalliga Nord. Nach vier Spielzeiten unterschrieb er am 1. Juli 2020 einen Vertrag beim Regionalligisten SV Rödinghausen. Mit dem Verein aus Rödinghausen spielte er 52-mal in der Regionalliga West. Im Juni 2022 wurde sein Vertrag nicht verlängert. Nach kurzer Vereinslosigkeit unterschrieb er am 8. Dezember 2022 einen Vertrag beim ebenfalls in der Regionalliga West spielenden SV Lippstadt 08. Bei dem Verein aus Lippstadt stand er bis Juni 2024 unter Vertrag. Nach 43 Ligaspielen wurde sein Vertrag im Sommer 2024 nicht verlängert.
Im Januar 2025 zog es ihn nach Thailand, wo er in Chiangrai einen Vertrag beim Erstligisten Chiangrai United unterschrieb. Sein Erstligadebüt gab er am 15. Januar 2025 (17. Spieltag) im Auswärtsspiel gegen Buriram United. Bei der 8:0-Niederlage stand er in der Startelf und wurde in der 52. Minute nach einer Verletzung gegen Settasit Suvannaseat ausgewechselt.